# François Scapula
François Scapula, surnommé « Francis le Brun » puis « Scapu la Balance », est un truand français né le 22 juillet 1945 à Marseille et mort le 7 juillet 2024.

## Biographie
Né dans le quartier d'Endoume, il se lie avec François Girard, dit « Francis Le Blond » avec lequel il entre dans la petite délinquance. Ils se rapprochent du milieu marseillais, dont Homère Filippi, et font des séjours en prison
Ensemble, ils participent au trafic de drogue international (cf. French Connection, Tany Zampa, et Francis le Belge), Scapula étant notamment chargé de transformer la morphine-base en héroïne dans des laboratoires clandestins : grand chimiste pouvant purifier la morphine-base à 90 % très rapidement, il est employé par les trafiquants français, asiatiques, américains ou les mafias italiennes.
Scapula échappe aux investigations menées par le juge Pierre Michel en 1981, mais Girard est incarcéré aux Baumettes.  
En novembre 1985, il est arrêté en Suisse, près de Fribourg, dans un laboratoire de transformation d'héroïne. Cette arrestation est le fruit d'une enquête de la DEA (Drug Enforcement Administration) américaine qui le piste depuis les États-Unis. Pour ses liens avec la mafia italo-américaine, notamment avec les frères Benevento, il est entendu par la justice des États-Unis et accepte d'aider la police américaine, qui lui aurait promis protection, un passage par la chirurgie esthétique et une reconversion dans une nouvelle vie, peut-être outre-Atlantique. Mais la France refuse l'extradition vers les États-Unis, acceptée par la Suisse.
Il collabore également avec la justice française. En 1986, il a notamment dénoncé aux enquêteurs, qui ont pensé d'abord à Cosa Nostra ou à la Camorra, les responsables marseillais de l'assassinat du juge Michel tué le 21 octobre 1981. Il incrimine également Francis le Belge dans le deal de 20 kg d'héroïne.
Incarcéré à partir de 1985 en Suisse, il est jugé et condamné en 1987 à 20 ans de réclusion. En décembre 1991, il comparaît à Paris et écope de 18 ans de prison pour un trafic de haschich avec le Liban. Pour échapper aux représailles, il est emprisonné en Suisse sous le nom d'emprunt « Casanova » dans plusieurs établissements, jusqu'à son évasion, en novembre 2000 (il ne revient pas d'un week-end de congé qui lui a été accordé) ,. L'information de son évasion n'est divulguée publiquement qu'un an plus tard, alimentant les rumeurs d'exfiltration vers les États-Unis.
Après 24 ans de cavale, il meurt le 7 juillet 2024 des suites d'une méningite[réf. nécessaire] et est incinéré le 13 juillet à Marseille.